# Game of Love
Game Of Love (с англ. — «Игра в любовь») — шестой студийный альбом немецкой евродиско-группы Bad Boys Blue, вышедший в 1990 году. Диск содержит три хита группы — «How I Need You», «Queen Of Hearts» и «Jungle In My Heart».

## Список композиций
1. «Queen Of Hearts» (4:12)
2. «Jungle In My Heart» (3:37)
3. «I Don’t Know Her Name» (3:22)
4. «Jenny, Come Home» (3:49)
5. «Chains Of Love» (3:45)
6. «How I Need You» (3:36)
7. «I Need A Woman» (4:12)
8. «I Don’t Wanna Lose You» (3:12)
9. «I Am Your Believer» (3:32)
10. «Queen Of Hearts (Remix)» (4:16)

## Высшие позиции в чартах
- Финляндия — 7 место.